# Exakta

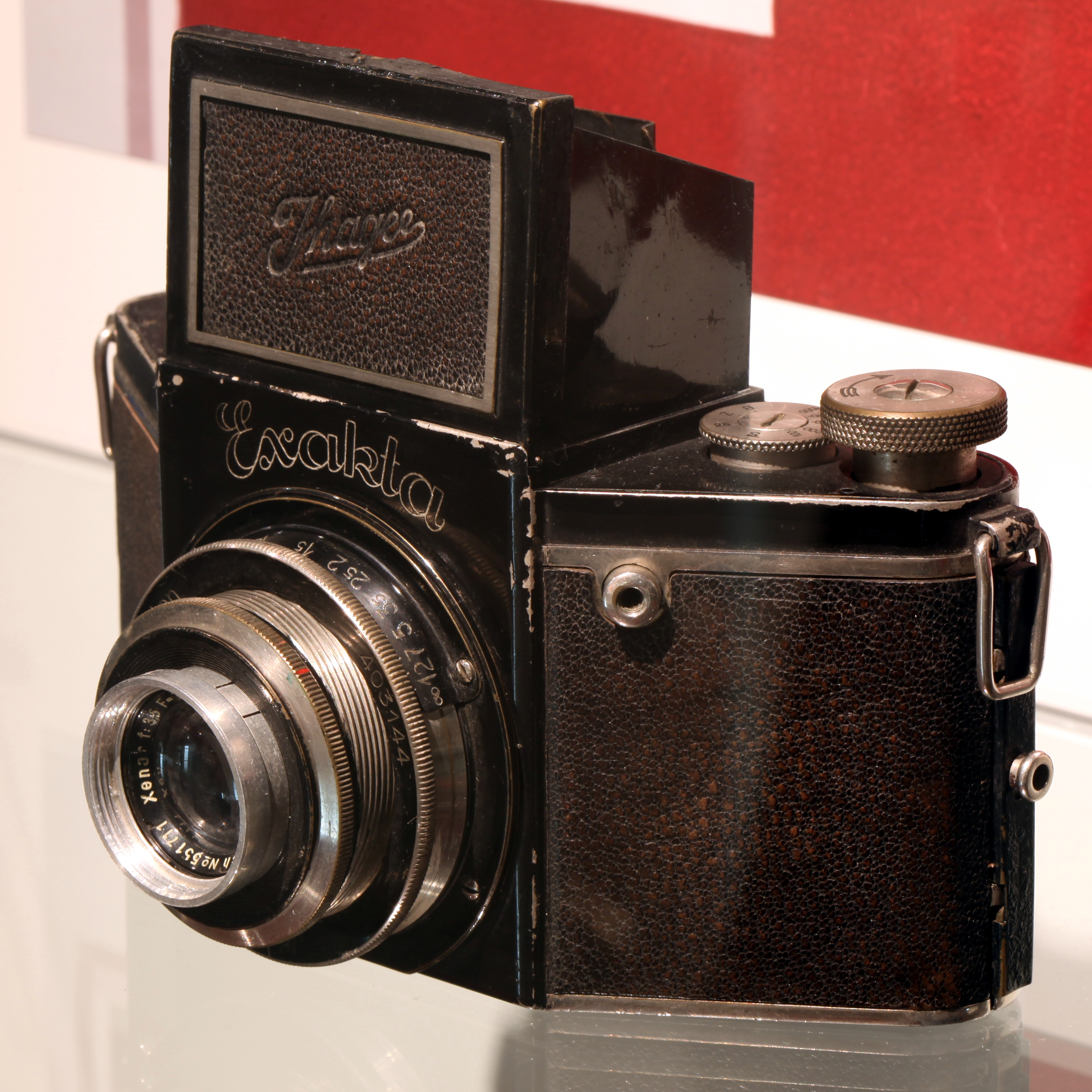
Cámara Exakta, 4,5 x 6 cm, 1933

Exakta fue el nombre que recibieron las cámaras réflex desarrolladas por IHAGEE desde 1933 hasta el año 1970 y fabricadas en Dresde Alemania. IHAGEE es la responsable de inventar la cámara Reflex de 35mm, produciendo el primer modelo (Kine-Exakta) en 1936. Su nombre "kine" viene del alemán cine, el cual hace referencia al formato empleado, que para aquel entonces era exclusivo para las cintas de cine. Ihgaee no fue la primera empresa en emplear el formato 35mm, anteriormente Leitz ernst y contax ya lo habían popularizado, sin embargo la Exakta fue la primera en introducir un espejo en una cámara de este formato, de ahí surge el origen del nombre de la cámara ya que la imagen que reflejara el mismo seria exactamente igual al que finalmente capturaría el negativo. 
También producían la marca EXA, era una línea más simple, de menor valor.
Las Exakta son cámaras de diseño muy particular, por diversas razones. Los disparadores siempre están a lado izquierdo, para que el fotógrafo pueda mantener la cámara muy firme con la mano derecha.  Por esto también fueron muy cotizadas por personas que tuvieran algún impedimento en la mano derecha, e incluso muchos zurdos se acostumbraban más con esta modalidad. 
A casi todos los modelos pueden sacársele algunas piezas internas, como los pentaprismas, espejos etc, esta cualidad es muy cotizada por los centros de enseñanza de fotografía, pues se utiliza en clases del ramo.
Algunos modelos tenían la curiosidad de traer un pequeño cuchillo incorporado, para cortar la película justa que se expuso y revelarla, sin perder el resto del rollo. Esto es una gran ventaja para profesionales que necesitan hacer tomas de pocos cuadros.
Después de la reunificación alemana, la marca Exakta continuó fabricando equipos fotográficos y ópticos de precisión.   Hoy se encuentran en el mercado, varios modelos de cámaras digitales, flash y otros accesorios de gran calidad. 

## Modelos, año de presentación y variantes
```
Modelo A
 (1933) - 5 versiones

Modelo B
 (1933) - 7 versiones

Modelo C
 (1935) - 3 versiones

Night Exakta
 (1934) - 4 versiones

Exakta Junior
 (1936) - 3 versiones
```